# Ambur
Ambur (en tamil: ஆம்பூர் ) es una localidad de la India en el distrito de Vellore, estado de Tamil Nadu.

## Geografía
Se encuentra a una altitud de 324 m.s.m. a 175 km de la capital estatal, Chennai, en la zona horaria UTC +5:30.

## Demografía
Según estimación 2010 contaba con una población de 122 804 habitantes.